# FC Homel

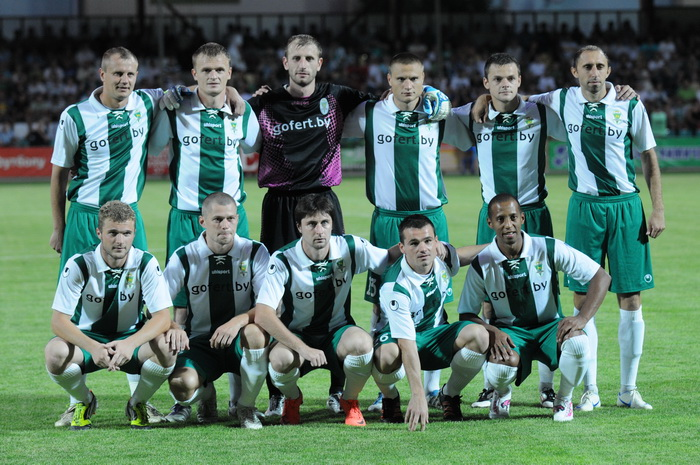
Team van 2012

FK Homel (Wit-Russisch: ФК Гомель) is een Wit-Russische voetbalclub uit Homel.

## Geschiedenis
De club werd in 1959 opgericht als Lokomotiv Gomel. De club veranderde nog enkele keren van naam. Ten tijde van de Sovjet-Unie werd de stadsnaam nog als Gomel geschreven. De huidige naam werd pas in 1995 aangenomen.
Na de onafhankelijkheid van Wit-Rusland was de club medeoprichter van de hoogste klasse in 1992. Gomselmash eindigde echter op de laatste plaats, maar degradeerde niet, het volgende seizoen eindigde de club op een veilige tiende plaats. In 1995 degradeerde de club. Gomel keerde terug voor seizoen 1998 en werd vijfde. Het volgende seizoen werd zelfs de derde plaats bereikt.
In 2003 kroonde de club zich voor het eerst als kampioen. In de volgende seizoenen kon de club geen aanspraak meer maken op de titel en eindigde in de subtop. In 2015 degradeerde Homel naar de Persjaja Liga. Daar bleef Homel in 2016 op doelsaldo FK Dnepr Mahiljow voor en promoveerde als kampioen weer terug.

## Naamswijzigingen
- 1959: Lokomotiv Gomel
- 1965: Spartak Gomel
- 1969: Gomselmasj Gomel
- 1976: Masjinostroitel Gomel
- 1978: Gomselmasj Gomel
- 1995: FK Homel

## Erelijst
- Vysjejsjaja Liga

2003
- Beker van Wit-Rusland

Winnaar: 2002, 2011, 2022
Finalist: 2004
- Wit-Russische supercup

2012
- Persjaja Liga

1997, 2010, 2016

## In Europa
#Q = #kwalificatieronde, #R = #ronde, T/U = Thuis/Uit, W = Wedstrijd, PUC = punten UEFA coëfficiënten .
Uitslagen vanuit gezichtspunt FK Homel
| Seizoen | Competitie               | Ronde | Land                     | Club              | Totaalscore  | 1e W    | 2e W       | PUC |
| ------- | ------------------------ | ----- | ------------------------ | ----------------- | ------------ | ------- | ---------- | --- |
| 1999    | Intertoto Cup            | 1R    | Vlag van Tsjechië        | SK Hradec Králové | 1-1 (3-1 ns) | 0-1 (U) | 1-0 nv (T) | 0.0 |
|         |                          | 2R    | Vlag van Zweden          | Hammarby IF       | 2-6          | 0-4 (U) | 2-2 (T)    | 0.0 |
| 2000/01 | UEFA Cup                 | Q     | Vlag van Zweden          | AIK Fotboll       | 0-3          | 0-1 (U) | 0-2 (T)    | 0.0 |
| 2002/03 | UEFA Cup                 | Q     | Vlag van Finland         | HJK Helsinki      | 5-0          | 1-0 (T) | 4-0 (U)    | 2.0 |
|         |                          | 1R    | Vlag van Duitsland       | FC Schalke 04     | 1-8          | 1-4 (T) | 0-4 (U)    | 2.0 |
| 2004/05 | Champions League         | 1Q    | Vlag van Albanië         | SK Tirana         | 1-2          | 0-2 (T) | 1-0 (U)    | 1.0 |
| 2008/09 | UEFA Cup                 | 1Q    | Vlag van Polen           | Legia Warschau    | 1-4          | 0-0 (U) | 1-4 (T)    | 0.5 |
| 2011/12 | Europa League            | 3Q    | Vlag van Turkije         | Bursaspor         | 2-5          | 1-2 (U) | 1-3 (T)    | 0.0 |
| 2012/13 | Europa League            | 1Q    | Vlag van Faeröer         | Víkingur Gøta     | 10-0         | 6-0 (U) | 4-0 (T)    | 3.0 |
|         |                          | 2Q    | Vlag van Noord-Macedonië | Renova Čepčište   | 2-1          | 2-0 (U) | 0-1 (T)    | 3.0 |
|         |                          | 3Q    | Vlag van Engeland        | Liverpool FC      | 0-4          | 0-1 (T) | 0-3 (U)    | 3.0 |
| 2022/23 | Europa Conference League | 2Q    | Vlag van Griekenland     | Aris FC           | 2-7          | 1-5 (U) | 1-2 (T*)   | 0.0 |

Totaal aantal punten voor UEFA coëfficiënten: 6.5
- I.v.m. de betrokkenheid van Wit-Rusland bij de Russische inval in Oekraïne werden beide wedstrijden gespeeld in Saloniki.